# Русское (Красногвардейский район)
Русское (до 1948 года Русский Биюк, ранее Биюк-Онлар (русский); укр. Руське, крымскотат. Rus Büyük Onlar, Рус Буюк Онлар) — упразднённое село в Красногвардейском районе Республики Крым, включено в состав села Амурское, сейчас — южная часть Амурского в районе улицы Русская.

## История
Установить точное время возникновения селения пока не удалось: на трёхверстовой карте 1876 года значится только станция Биюк-Онлар, а в «Памятной книге Таврической губернии 1889 года», по результатам Х ревизии 1887 года, в записан Биюк-Онлар с 25 дворами и 155 жителями, но была это деревня, или одноимённый посёлок при станции, неизвестно. В «…Памятной книжке Таврической губернии на 1892 год» в Бютеньской волостии Перекопского уезда записана уже деревня Биюк-Онлар с 16 дворами и 93 жителямих — видимо, это уже был будущий Русский Биюк. В «…Памятной книжке Таврической губернии на 1900 год» записаны отдельно деревня (отдельно — вокзал Биюк-Онлар), в которой числилось 257 жителей в 23 домохозяйствах. По Статистическому справочнику Таврической губернии. Ч.II-я. Статистический очерк, выпуск пятый Перекопский уезд, 1915 год, в деревне Биюк-Онлар Бютеньской волости Перекопского уезда числилось 30 дворов с русским населением без приписных жителей, но с 232 — «посторонними».
После установления в Крыму Советской власти и учреждения 18 октября 1921 года Крымской АССР, в составе Симферопольского уезда был образован Биюк-Онларский район, в состав которого включили село. В 1922 году уезды получили название округов. 11 октября 1923 года, согласно постановлению ВЦИК, в административное деление Крымской АССР были внесены изменения, в результате которых был ликвидирован Биюк-Онларский район и село включили в состав Симферопольского. Согласно Списку населённых пунктов Крымской АССР по Всесоюзной переписи 17 декабря 1926 года, в селе Биюк-Онлар (русский), Биюк-Онларского сельсовета Симферопольского района, числилось 59 дворов, все крестьянские, население составляло 310 человек. В национальном отношении учтено 306 русских и 4 украинца. Постановлением КрымЦИКа от 15 сентября 1930 года был вновь создан Биюк-Онларский район (указом Президиума Верховного Совета РСФСР № 621/6 от 14 декабря 1944 года переименованный в Октябрьский), теперь как немецкий национальный (лишённый статуса национального постановлением Оргбюро ЦК КПСС от 20 февраля 1939 года) и село включили в его состав.

После освобождения Крыма от фашистов, 12 августа 1944 года было принято постановление № ГОКО-6372с «О переселении колхозников в районы Крыма» по которому в район из областей Украины и России переселялись семьи колхозников, а в начале 1950-х годов последовала вторая волна переселенцев из различных областей Украины. С 25 июня 1946 года Русский Биюк в составе Крымской области РСФСР. Указом Президиума Верховного Совета РСФСР от 18 мая 1948 года, Русский Биюк переименовали в деревню Амурская 26 апреля 1954 года Крымская область была передана из состава РСФСР в состав УССР. Время включения в Амурский сельсовет пока не установлено: на 15 июня 1960 года село уже числилось в его составе. Присоединено к Амурскому до 1968 года (согласно справочнику «Крымская область. Административно-территориальное деление на 1 января 1968 года» — с 1954 по 1968 годы).